# Чашка Петри

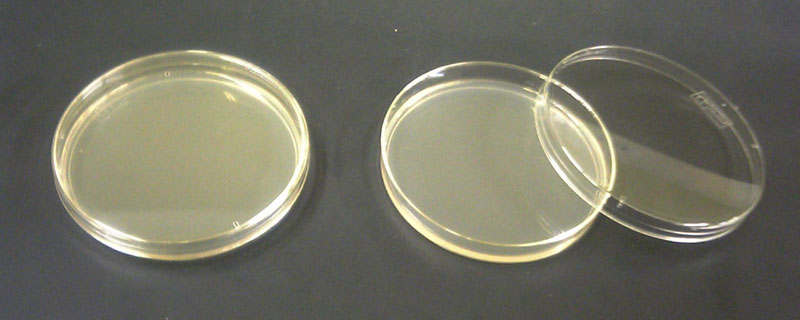
Дно пластиковой чаши Петри с твёрдой питательной средой (слева), с открытой крышкой.

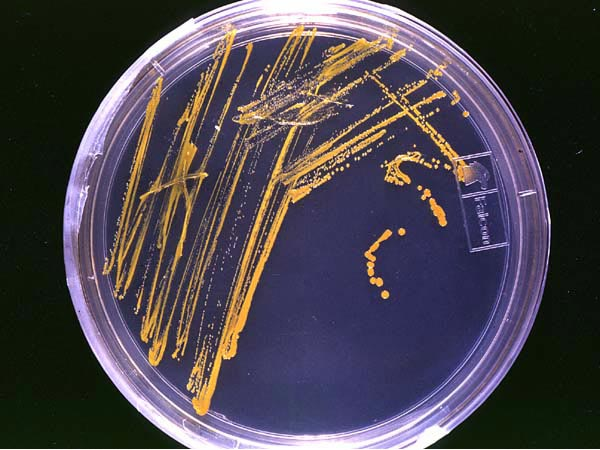
Чашка Петри (вид сверху), закрытая крышкой и заполненная агар-агаром, на поверхности которого при помощи разделения колонии микробиологической петлёй получена чистая культура микроорганизмов.

Ча́шка Пе́три — прозрачный лабораторный сосуд в форме невысокого плоского цилиндра, закрываемого прозрачной крышкой подобной формы, но несколько большего диаметра. Применяется в микробиологии и химии. Изобретена в 1877 году ассистентом Роберта Коха Юлиусом Рихардом Петри.
Обычно изготавливаются из прозрачного стекла или пластмассы (прозрачный полистирол) и может иметь самые различные размеры. Наиболее часто используемые варианты имеют диаметр порядка 50—100 мм и высоту около 15 мм.
Широко используются в микробиологии для культивирования колоний микроорганизмов. Для этого её заполняют слоем питательной среды, на который производят посев культуры микроорганизмов.
Стеклянные чашки — многоразовые, но требуют стерилизации перед повторным посевом. Чашки из пластиковых материалов поставляются стерильными, в герметичной упаковке.
Для количественного определения микроорганизмов широко используются одноразовые чашки Петри с готовыми питательными средами массового производства (такие, как «Петрифильм» корпорации 3M).
Кроме того, чашка Петри зачастую используется в прикладных целях, например, для испарения жидкостей, хранения мелких фрагментов различных препаратов, препарирования небольших животных и растений, травления печатных плат небольших размеров. Нередко чашки Петри используют в террариумистике для «гнездовой основы» при разведении земноводных (древолазов, листолазов и других животных). С 2010-х годов чашка Петри получила распространение и как материал для художественных работ. В частности, техника Петри Арт (Petri art) позволяет путем взаимодействия спиртовых чернил, красителей с эпоксидной смолой создать эффект чашки Петри с микроорганизмами. Техника была создана американской художницей Джози Льюис и названа ею Petrified Rainbow (Petri Art).